# Harald Jährling
Harald Jährling (Burg, RDA, 20 de junio de 1954-Klötze, 18 de mayo de 2023) fue un deportista de la RDA que compitió en remo. Fue padre del también remero Robert Jahrling.
Participó en dos Juegos Olímpicos de Verano en los años 1976 y 1980, obteniendo dos medallas, oro en Montreal 1976 y oro en Moscú 1980. Ganó cinco medallas en el Campeonato Mundial de Remo entre los años 1977 y 1983.

## Palmarés internacional
| Juegos Olímpicos   | Juegos Olímpicos          | Juegos Olímpicos | Juegos Olímpicos   |
| Año                | Lugar                     | Medalla          | Prueba             |
| ------------------ | ------------------------- | ---------------- | ------------------ |
| 1976               | Montreal (Canadá)         | Medalla de oro   | Dos con timonel    |
| 1980               | Moscú (URSS)              | Medalla de oro   | Dos con timonel    |
| Campeonato Mundial |                           |                  |                    |
| Año                | Lugar                     | Medalla          | Prueba             |
| 1977               | Ámsterdam (Países Bajos)  | Medalla de plata | Dos con timonel    |
| 1978               | Cambridge (Nueva Zelanda) | Medalla de oro   | Ocho con timonel   |
| 1981               | Múnich (RFA)              | Medalla de oro   | Cuatro con timonel |
| 1982               | Lucerna (Suiza)           | Medalla de plata | Ocho con timonel   |
| 1983               | Duisburgo (RFA)           | Medalla de plata | Ocho con timonel   |